# Černý les u Šilheřovic I.
Černý les u Šilheřovic I. je přírodní rezervace poblíž obce Šilheřovice v okrese Opava. Oblast spravuje Krajský úřad Moravskoslezského kraje. Důvodem ochrany je bukový prales typický pro Oderskou nížinu. V blízkosti rezervace se nachází Černý les u Šilheřovic II.